# 信号与噪声加失真比
信号与噪声加失真比（Signal-to-Noise and Distortion ratio，简称 SINAD 信噪失真比）是电子工程领域的一个关键指标，用于衡量信号的质量。它定义为信号功率与噪音和失真总功率之比，通常以分贝（dB）为单位表示。公式为：
{\displaystyle \mathrm {SINAD} =10\log _{10}{\frac {P_{\text{signal}}+P_{\text{noise}}+P_{\text{distortion}}}{P_{\text{noise}}+P_{\text{distortion}}}},}
对于SINAD，存在多种定义：
- 定义1: 接收到的总功率与噪声加失真功率之比。
- 定义2: 测试信号（通常为正弦波）的功率与残余接收功率（噪声加失真功率）之比。 此定义下，SINAD可能小于1。该定义常用于计算数字模拟转换器（DAC）和模拟数字转换器（ADC）的有效位数（ENOB）。

## 应用领域
SINAD 是评估无线电接收机、音频放大器和其他信号处理设备性能的重要参数。它扩展了信噪比（SNR）的概念，不仅考虑信号中的噪声，还包括设备引入的失真。
- 高 SINAD 值表明信号清晰，设备性能优秀。
- 低 SINAD 值则表明信号被噪声或失真显著污染。

## 常见参考值
在通信系统中，最低可接受的 SINAD 通常为 12 dB，这相当于信号功率是噪声加失真功率的 15.85 倍。在音频设备中，高品质放大器的 SINAD 一般超过 100 dB，而顶级设备甚至可能超过 120 dB。

## 测量方法
为了测量 SINAD，通常使用标准测试信号（例如正弦波）输入到设备中，并在输出端测量噪声和失真功率。步骤如下：
1. 提取设备输出的总信号功率。
2. 去除基波分量以获得噪声加失真的功率。
3. 计算信号功率与噪声加失真功率的比值。

现代测量设备通常使用快速傅里叶变换技术，可高效分离信号、噪声和失真分量。

## 与其他指标的关系
- 信噪比（SNR）：SINAD 是 SNR 的扩展形式，后者不考虑失真。
- 总谐波失真加噪声（THD+N）：THD+N 是 SINAD 的倒数，通常用于描述失真特性。

## 重要性
在高保真音频和高性能通信系统中，高 SINAD 值尤为重要。它能够反映设备对信号质量的保真程度，是优化音频和射频设备性能的关键指标。